# ワシントン郡 (メイン州)
ワシントン郡（英: Washington County）は、アメリカ合衆国メイン州の東端、すなわちアメリカ合衆国の東端に位置する郡である。人口は3万1095人（2020年）。郡庁所在地はマチャイアスであり、同郡で人口最大の都市はカレスである。
アメリカ合衆国では最初に日が昇る所なので、「サンライズ郡」と呼ばれることもある。海岸にある多くの小村が、小規模な漁業で生活を営んでいる。海岸部では観光業も重要だが、州内の他地域ほど重要とはなっていない。ブルーベリーが主要な農産物であり、世界の生産量の85%近くを産出している。
ワシントン郡は1789年6月25日に設立された。カナダのニューブランズウィック州と接している。

## 政治
| 年     | 民主党      | 共和党      |
| ------ | ----------- | ----------- |
| 2012年 | 49.3% 7,803 | 47.7% 7,550 |
| 2008年 | 49.5% 8,246 | 48.5% 8,077 |
| 2004年 | 48.5% 8,391 | 49.8% 8,619 |
| 2000年 | 42.7% 6,701 | 50.7% 7,958 |

ワシントン郡はメイン州の中でも接戦郡と見なされている。2004年アメリカ合衆国大統領選挙では、共和党現職のジョージ・W・ブッシュを支持した州内2郡の1つとなった（他にピスカタキス郡）。ブッシュは1.3％差でワシントン郡を制したが、州全体は民主党候補のジョン・ケリーが9％差で制した。2008年では、民主党のバラク・オバマが共和党のジョン・マケインに対して49.51% 対 48.50%、2012年では、同じくオバマが共和党のミット・ロムニーに対して49.27% 対 47.68% といずれも接戦で郡を制した。
2012年大統領選挙共和党予備選挙では、ワシントン郡有権者の過半数がロン・ポールを支持したが、雪のためにその票が加算されなかった。州全体ではミット・ロムニーが僅差で制した。

### 登録有権者数
| 無党派     | 8,401  | 36.56% |
| 共和党     | 7,081  | 30.82% |
| 民主党     | 6,903  | 26.52% |
| 緑の独立党 | 590    | 2.57%  |
| 合計       | 22,975 | 100%   |

## 地理
アメリカ合衆国国勢調査局に拠れば、郡域全面積は3,254.91平方マイル (8,430.2 km2)であり、このうち陸地2,568.48平方マイル (6,652.3 km2)、水域は686.44平方マイル (1,777.9  km2)で水域率は21.09%である。

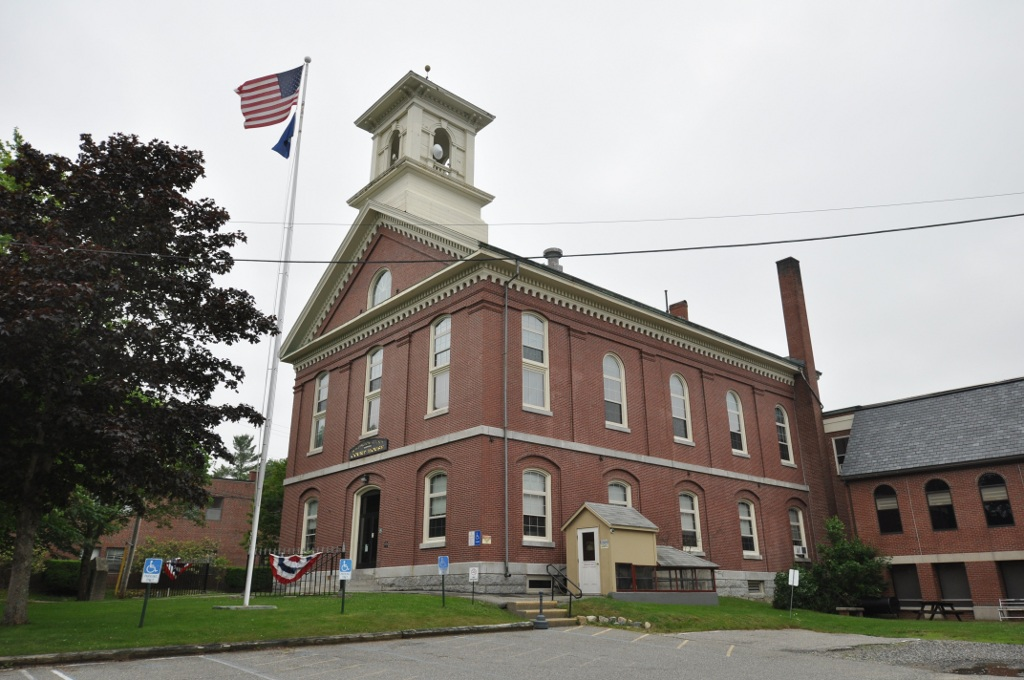
マチャイアスにあるワシントン郡庁舎

### 主要高規格道路
- アメリカ国道1号線
- アメリカ国道1A号線
- メイン州道6号線
- メイン州道9号線
- メイン州道192号線
- メイン州道193号線

### 隣接する郡
- ハンコック郡 - 南西
- アルーストック郡 - 北西
- ペノブスコット郡 - 北西
- カナダ ニューブランズウィック州ヨーク郡 - 北東
- カナダ ニューブランズウィック州シャーロット郡 - 東

### 国立保護地域
- クロス島国立野生生物保護区
- ムースホーン国立野生生物保護区[7]
- プティマナン国立野生生物保護区
- セントクロア島国際歴史地域

## 人口動態
以下は2000年国勢調査による人口統計データである。
| 基礎データ - 人口: 33,941 人 - 世帯数: 14,118 世帯 - 家族数: 9,303 家族 - 人口密度: 5人/km2（13人/mi2） - 住居数: 21,919 軒 - 住居密度: 3軒/km2（8軒/mi2） 人種別人口構成 - 白人: 93.48% - アフリカン・アメリカン: 0.26% - ネイティブ・アメリカン: 4.43% - アジア人: 0.30% - 太平洋諸島系: 0.01% - その他の人種: 0.44% - 混血: 1.07% - ヒスパニック・ラテン系: 0.81% 先祖による構成 - イギリス系：32.5% - アイルランド系：14.1% - アメリカ人：10.8% - フランス系：7.4% - スコットランド系：5% 言語による構成 - 英語：95.0% - パサマクォディ語: 1.9% - スペイン語：1.0% - フランス語：1.0% | 年齢別人口構成 - 18歳未満: 22.9% - 18-24歳: 8.0% - 25-44歳: 26.3% - 45-64歳: 25.6% - 65歳以上: 17.3% - 年齢の中央値: 40歳 - 性比（女性100人あたり男性の人口） - 総人口: 95.5 - 18歳以上: 93.9 世帯と家族（対世帯数） - 18歳未満の子供がいる: 28.0% - 結婚・同居している夫婦: 52.1% - 未婚・離婚・死別女性が世帯主: 9.5% - 非家族世帯: 34.1% - 単身世帯: 28.3% - 65歳以上の老人1人暮らし: 13.1% - 平均構成人数 - 世帯: 2.34人 - 家族: 2.84人 収入と家計 - 収入の中央値 - 世帯: 25,869米ドル - 家族: 31,657米ドル - 性別 - 男性: 28,347米ドル - 女性: 20,074米ドル - 人口1人あたり収入: 14,119米ドル - 貧困線以下 - 対人口: 19.0% - 対家族数: 14.2% - 18歳未満: 22.4% - 65歳以上: 19.2% |

## 都市と町
| - カレス市 - マチャイアス - 郡庁所在地 - イーストポート市 - リューベック町 - アディソン町 - アレクサンダー町 - ベイリービル町（ウッドランド） - バーリング・プランテーション - ビールズ町 - ベッディントン町 - センタービル（法人格を返上した町） - シャーロット町 - チェリーフィールド町 - コディビル・プランテーション - コロンビア町 - コロンビアフォールズ町 - クーパー町 - クロウフォード町 - カトラー町 - ダンフォース町 - デブロイス町 - デニーズビル町 - イーストマチャイアス町 - グランドレイクストリーム・プランテーション | - ハーリントン町 - インディアン・タウンシップ - ジョーンズボロ町 - ジョーンズポート町 - マチャイアスポート町 - マーシュフィールド町 - メディベンプス町 - ミルブリッジ町 - ノースフィールド町 - ペンブローク町 - ペリー町 - プレザントポイント - プリンストン町 - ロビンストン町 - ロックブラフス町 - スチューベン町 - トールマッジ町 - トップスフィールド町 - バンスボロ町 - ウェイト町 - ウェズリー町 - ホワイティング町 - ホィットニービル町 |

### 未編入の領域
- ノース・ワシントン
- イーストセントラル・ワシントン

## インディアン居留地
- パサマクォディ・プレザントポイント居留地
- パサマクォディ・インディアン・タウンシップ居留地